# Чемпионат мира по волейболу среди мужских старших молодёжных команд
Чемпионаты мира по волейболу среди мужских старших молодёжных команд — соревнования для мужских старших молодёжных сборных, проводимые под эгидой Международной федерации волейбола (FIVB).
Проводился с 2013 по 2017 год по нечётным годам. В соревнованиях участвуют спортсмены в возрасте до 23 лет.

## Призёры
| Год  | Место проведения      | 1-е место | 2-е место | 3-е место |
| ---- | --------------------- | --------- | --------- | --------- |
| 2013 | Уберландия (Бразилия) | Бразилия  | Сербия    | Россия    |
| 2015 | Дубай (ОАЭ)           | Россия    | Турция    | Италия    |
| 2017 | Каир (Египет)         | Аргентина | Россия    | Куба      |